# Германштадтское сражение
Германштадтское сражение – одно из сражений во время Первой мировой войны между австро-германскими и румынскими войсками. Решающее сражение во время боёв за Трансильванию.

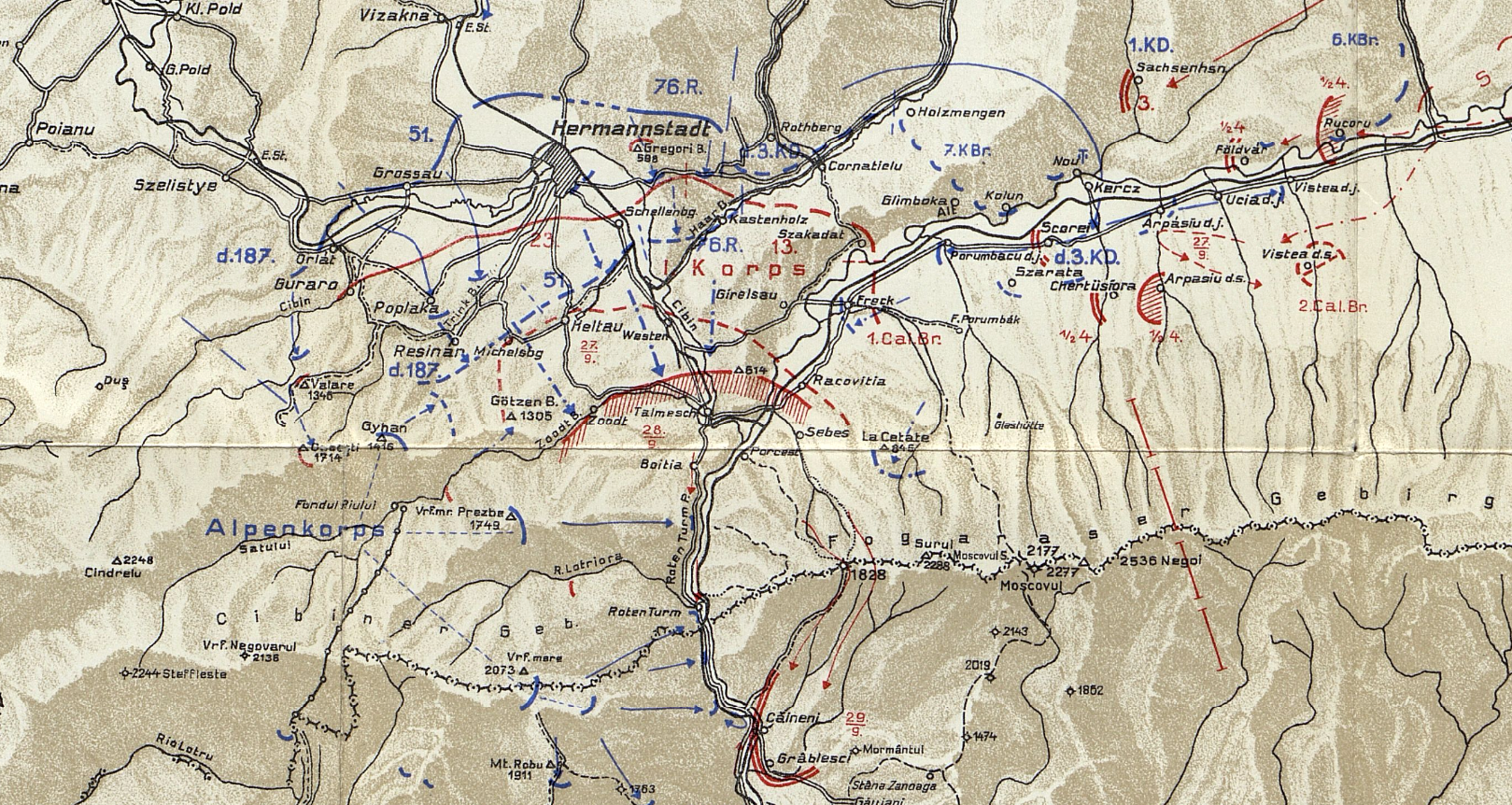
Карта сражения

## Перед сражением
К середине сентября 1916 года наступление румынской армии в Трансильвании полностью остановилось; румынское командование отказалось от активных действий в южной части Трансильвании.
19 сентября Эрих фон Фалькенхайн (бывший начальник германского генштаба) принял командование 9-й немецкой армией (XXXIX резервный корпус, альпийский корпус и кавалерийский корпус Шметтова). Ему поручалось и общее руководство операциями в Трансильвании. План Фалькенхайна заключался в том, чтобы, сдерживая противника силами 1-й австро-венгерской армии, не давая ему выйти во фланг и тыл 7-й австро-венгерской армии и контратакуя его на южном участке, попытаться разбить войска румынской 1-й армии, находившиеся в районе Германштадта и заставить их отступить из Трансильвании, после чего перенести удар на две другие румынские армии. Он планировал окружить и уничтожить весь 1-й корпус Поповича 1-й румынской армии южнее Германштадта. К началу сражения в 9-й армии было около 240 орудий против 100 орудий у румын.
Началу сражения предшествовал длительный обходной 60-километровый маневр Альпийского корпуса из района Петрошени до перевала Красной Башни, начавшийся 20 сентября. 25 сентября корпус, не обнаруженный румынами, подошел на расстояние 15–20 км к своей цели. Со своей стороны 22–24 сентября румыны провели ряд атак восточнее и западнее Германштадта.

## Ход сражения
26 сентября 1916 года началось сражение. Западнее Германштадта 187-я пехотная дивизия выбила румынские части из Гураро и Поплаки и продвинувшись на 5–7км. Вместе с германцами продвинулись от самого Германштадта и австрийцы 51-й пехотной дивизии. Восточнее Германштадта 76-я резервная дивизия взяла высоту 598, но затем была встречена контрударом румын и не смогла выйти к реке Олт. Немецкая кавалерия Шметтова перешла Олт у Карч (в 15 км восточнее румынских позиций) и вышла на фланг румынской группировки в районе Порумбацу, одновременно перерезав сообщения между 1-й и 2-й румынскими армиями. Тем временем утром 26 сентября Альпийский корпус вышел через горы к проходу Красной Башни и захватил шоссе в тылу у румынских войск. Резервы румын атаковали проход с севера, а части армейского резерва – с юга. В результате Альпийский корпус был зажат у Красной Башни и не мог наступать дальше.
27 сентября румыны сорвали попытку Фалькенхайна охватить фланги германштадской группировки: в центре и на западном фланге немцы продвинулись только на 3–5 километров, а восточнее румынская кавалерийская бригада остановила кавалерийский корпус Шметтова. Однако посланные к Красной Башне румынские части не смогли полностью очистить проход на юг: шоссе находилось под обстрелом, а железная дорога была перерезана. Так как 2-я румынская армия крайне медленно выдвигалась на поддержку из района города Фэгэраш, вечером командир 1-го корпуса стал отводить свои войска на позицию у Талмеша, где на более узком фронте предполагал организовать оборону и дождаться прибытия помощи с юга или с востока.
Однако с утра 28 сентября противник обрушился на центр и западный фланг румынского корпуса, сбив его с позиций. К полудню был вынужден отходить и восточный фланг. Боевой дух румын резко упал, когда преувеличенные слухи о ситуации на перевале достигли войск на передовой. Обескураженный непрекращающимися немецкими обстрелами и полагая, что никакой помощи к нему не будет, командир корпуса Попович решил спасти то, что было возможно, отступив на юг вниз по перевалу. Он сформировал свои подразделения в три колонны, и около 22:30 румыны двинулись на юг. Но арьергардный бой у Талмеша продолжался, и австро-германцам удалось его взять только к ночи.
Ночью 29 сентября командир румынского корпуса отправил свои резервы в ущелье, по которому протекает река Олт, чтобы сбить заслоны противника в районе Красной Башни. Слабый заслон Альпийского корпуса был оттеснен в горы, и через ущелье начали отходить тылы румын. Через несколько часов и основные силы корпуса втянулись в ущелье. В 14:30 дня колонна корпуса вышла из перевала в Каинени и оказалась в безопасности. Многие подразделения не смогли уйти вдоль реки Олт и отходили по горным тропам через Карпаты восточнее реки.

## Результаты
Хотя австро-германским войскам не удалось уничтожить весь 1-й корпус 1-й румынской армии — основная часть румынских сил, включая почти всю артиллерию, сумела уйти — битва стала решающей, поскольку заставила румын оставить Трансильванию.